# Brigitte Mohnhaupt
Brigitte Margret Ida Mohnhaupt (født 24. juni 1949 i Rheinberg, Nordrhein-Westfalen) er en tysk terrorist forbundet med anden generation af den venstreekstremistiske gruppe Rote Armee Fraktion. Hun var også med i Sozialistisches Patientenkollektiv. 
Fra 1971 til 1982 var hun militant aktivist i Rote Armee Fraktion. I 1982 blev hun og Adelheid Schulz fængslet og idømt femdobbelt fængsel på livstid med en minimumsstraf på 24 år for den særlige rolle, hun spillede i det tyske efterår og for sin deltagelse i det planlagte attentat på NATO-generalen Frederick Kroesen. Retten opfattede hende som en ledende figur i RAF, men kunne ikke vurdere om hun personligt havde været involveret i mordene. Mohnhaupt blev løsladt i marts 2007.